# 俄罗斯苏维埃联邦社会主义共和国功勋艺术工作者
俄罗斯苏维埃联邦社会主义共和国功勋艺术工作者（俄语：Заслуженный деятель искусств РСФСР），简称“苏俄功勋艺术工作者”，是苏联时期俄罗斯苏维埃加盟国授予文艺工作者的一个荣誉称号，其地位低于“苏俄人民艺术家”称号。

## 历史
“苏俄功勋艺术工作者”的称号由1931年8月10日根据全俄罗斯中央执行委员会的法令设立。授予为苏俄文艺事业做出突出贡献，并有一定知名度的人士。接受此称号的对象包括艺术家、作曲家、歌手、作家、导演和画家等。
1992年，在经历苏联解体后，“俄罗斯苏维埃联邦社会主义共和国”更改国号为“俄罗斯联邦”，该荣誉称号被“俄罗斯联邦功勋艺术工作者”所取代。